# Poursuites judiciaires contre les crimes commis lors de la dictature argentine
Pour des articles plus généraux, voir Guerre sale et Dictature militaire en Argentine (1976-1983).

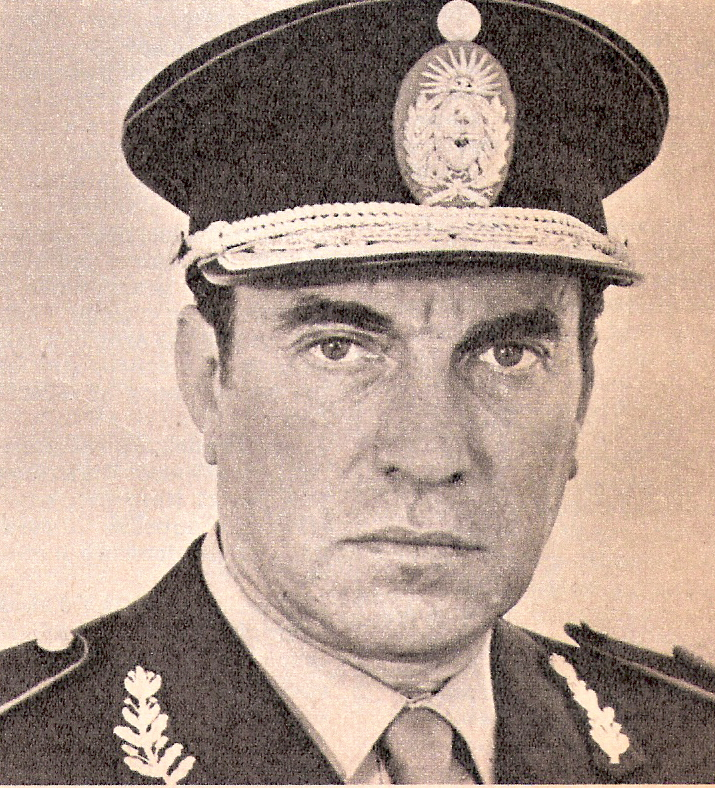
Le général et gouverneur de Tucumán Antonio Domingo Bussi, condamné à la peine perpétuelle pour crimes contre l'humanité en août 2008, peine modifiée en surveillance à domicile.

Les poursuites judiciaires en Argentine contre les crimes commis lors de la dictature ont connu deux phases principales. La première, sous la présidence de Raul Alfonsin (1983-89) s'est concrétisée dans le Juicio a las Juntas, au cours duquel furent condamnés les plus hauts dignitaires de la dictature militaire ainsi que plusieurs guérilleros. En revanche, deux lois, la loi du Point final du 24 décembre 1986, et la loi d'Obéissance due du 4 juin 1987, couvrirent le reste des militaires de toute poursuite (à l'exception du vol de bébés), invoquant l'amnistie jugée politiquement nécessaire et le principe de hiérarchie militaire. En 1989 et 1990, le président Carlos Menem amnistia l'ensemble des personnes condamnées lors du Procès à la Junte.
Les poursuites furent ainsi bloquées tout au long des années 1990 et ne furent rouvertes qu'après l'impulsion internationale donnée par l'arrestation de l'ex-dictateur chilien Augusto Pinochet à Londres en octobre 1998. Plusieurs hauts responsables avaient alors fait l'objet de procès et de condamnation en Europe (Allemagne, Italie, France). En juillet 2003, le président Nestor Kirchner abrogea certains décrets d'amnistie, soumettant la non-extradition des militaires argentins requise par le magistrat espagnol Baltasar Garzon à leur inculpation en Argentine. Puis, en 2005, la Cour constitutionnelle déclara anti-constitutionnelles les deux lois d'amnistie de 1986 et 1987, ouvrant ainsi la possibilité de nouveaux procès.
Si la réouverture des affaires concernait presque exclusivement des faits commis lors de la dictature militaire de 1976-1983, certains faits commis avant firent aussi l'objet d'enquêtes, en particulier le massacre de Trelew de 1972 et les « décrets d'annihilation de la subversion » signés par la présidente Isabel Martínez de Perón et Italo Luder en 1975.
Une soixantaine de condamnations pour crimes contre l'humanité furent prononcées entre 2005 et fin 2009, le crime de disparition forcée (les desaparecidos) étant expressément qualifié de tel. Par ailleurs, les tribunaux condamnèrent à maintes reprises la prétendue « guerre sale » comme un véritable « plan systématique d'extermination » visant tant les civils que les personnes accusées d'être impliquées dans la lutte armée. La justice argentine parla pour la première fois de « génocide » lors du procès de Miguel Etchecolatz, ex-directeur des enquêtes de la police de la province de Buenos Aires, jugé pour crimes contre l'humanité en 2006. Deux témoins payèrent de leur vie, dans les années 2000, leur déposition en justice : Julio López, desaparecido en 2006, et Silvia Suppo, assassinée en mars 2010.

## Le Procès à la Junte (1985) et l'amnistie de Menem
Les chefs de la junte Jorge Rafael Videla et Emilio Eduardo Massera furent ainsi condamnés, en décembre 1985, à la prison perpétuelle pour crimes contre l'humanité ; l'amiral Roberto Eduardo Viola fut condamné à 17 ans de prison ; Armando Lambruschini à 8 ans de prison ; Orlando Ramón Agosti à 4 ans de prison. Omar Graffigna, les amiraux Leopoldo Galtieri et Jorge Isaac Anaya, et Basilio Lami Dozo bénéficièrent de non-lieux « faute de preuves ».
Plusieurs guérilleros furent également condamnés et des personnalités politiques péronistes furent également inculpées, en vertu de la « théorie des deux démons », qui prétendaient mettre sur un même plan les actes des Montoneros et de l'ERP avec le terrorisme d'État. Ainsi, l'ex-gouverneur péroniste Ricardo Obregón Cano (en) fut arrêté sur ordre du juge Siro de Martini (qui était resté en poste sous la dictature, et qui défendit par la suite le capitaine Alfredo Astiz) et condamné lors du Procès à la junte pour « association illicite » avec les Montoneros.
Également visé par cette inculpation, l'ex-gouverneur Oscar Bidegain repartit en exil peu après être revenu à la faveur du retour au pouvoir des civils, avant d'être amnistié par Menem.
En effet, en 1989 et 1990, à la suite, en particulier, des velléités putschistes des carapintadas, les secteurs les plus extrémistes de l'armée, le président Carlos Menem amnistia l'ensemble des personnes condamnées (es) pour des crimes commis lors de la dictature.

## Les poursuites hors d'Argentine
Confronté à l'amnistie en Argentine, les organismes de droits de l'homme et les associations de familles de desaparecidos cherchèrent de l'aide hors d'Argentine pour obtenir la vérité et la justice. Ils contribuèrent ainsi à la formulation du principe de compétence universelle limitée, selon lequel des actes commis à l'étranger par des étrangers peuvent être jugés par des tribunaux nationaux si les victimes sont ressortissants de ce dernier pays.
Depuis 1985, des informations judiciaires ont été ouvertes en Italie pour les desaparecidos dotés de la citoyenneté italienne. Le premier procès s'est conclu à Rome le 6 décembre 2000 avec la condamnation à perpétuité des généraux Carlos Guillermo Suárez Mason et Santiago Omar Riveros. Lors de ce jugement, le tribunal de Rome condamna également à 24 ans de prison Juan Carlos Gerardi, José Luis Porchetto, Alejandro Puertas, Héctor Oscar Maldonado et Roberto Julio Rossin, coupables d'homicide dans l'affaire Martino Mastinu.
En France aussi, un procès eut lieu pour l'enlèvement et l'assassinat des deux nonnes françaises, Léonie Duquet et Alice Domon. Le lieutenant de frégate Alfredo Astiz, surnommé « L'ange de la mort », fut condamné par contumace à la prison à perpétuité ; un nouveau procès fut ouvert en Argentine, en sa présence.
En Espagne, les procès débutèrent en 1996. Au bout de plus de huit ans, le verdict rendu le 19 avril 2005 condamna à la prison à perpétuité l'ancien capitaine de frégate Adolfo Francisco Scilingo, qui avait décrit les « vols de la mort » auxquels il avait participé.
En Allemagne, le 11 juin 2001, le tribunal de Nuremberg émit un mandat d'arrêt international pour le général Carlos Guillermo Suárez Mason, inculpé de l'assassinat de la sociologue allemande Elisabeth Kaesemann en mai 1977 à Buenos Aires. Plus tard, le 21 décembre 2001, le même tribunal ordonna l'arrestation de l'amiral Emilio Eduardo Massera, du colonel Pedro Alberto Durán Saenz et du général Juan Bautista Sasiain, pour leur responsabilité dans l'assassinat d'Elisabeth Kaesemann.
Cependant, les demandes d'extradition furent rejetées par la justice argentine. Le 28 novembre 2003, à la demande de la Cour de Nuremberg, le tribunal ordonna l'arrestation de l'ex-président de la junte, Jorge Videla, de l'amiral Massera et de Carlos Guillermo Suárez Mason, inculpés de l'assassinat des citoyens allemands Elisabeth Käsemann et Claus Zieschank.
Les jugements en Europe jouèrent un rôle important de pression sur le pouvoir judiciaire et sur le gouvernement argentin, qui finirent par annuler, 30 ans après le coup d'État, les lois d'impunité, pour juger dans leur propre pays les accusés de crime contre l'humanité sous la dictature militaire, et ainsi éviter les extraditions réclamées par d'autres pays comme l'Italie, la France, l'Espagne ou l'Allemagne.

## Les «procès pour la vérité»
Les Procès pour la vérité (Juicio por la Verdad) sont un dispositif juridique établi en 2000, à la suite d'un accord à l’amiable entre l’Argentine et la Commission interaméricaine des droits de l'homme, visant à établir les faits sans toutefois entraîner de sanctions judiciaires. Le Centre d'études légales et sociales (CELS), créé en 1979 et qui fut tout au long de ces années l’un des acteurs majeurs, avec les Mères de la place de Mai, de la lutte contre l’impunité, participa à ce procès et aux suivants.

## Le tournant de 2005
Malgré la mobilisation, dès les années de la dictature, des Mères de la place de Mai, les militaires argentins échappèrent ainsi à toutes poursuites jusqu’en 2005, date à laquelle la Cour constitutionnelle argentine déclara anti-constitutionnelle les lois d’amnistie passées sous Menem. Cette décision s'appuya sur l'arrêt de la Cour interaméricaine des droits de l'homme (CIDH) concernant le massacre de Barrios Altos de 1991 au Pérou.
L'inculpation d'Augusto Pinochet par l'Espagne, en 1998, puis l'arrivée au pouvoir de Nestor Kirchner, qui abrogea en juillet 2003 certains décrets d'amnistie, ne furent pas étrangères à ce revirement. Kirchner révoqua également le commandant suprême des forces armées, le lieutenant-général Juan Carlos Mugnolo (remplacé par Jorge Alberto Chevalier), et mis à la retraite les trois-quarts de l'état-major, épurant ainsi les forces armées, de même que la police fédérale, où de nombreux responsables avaient été en fonction sous la dictature ; ces derniers étaient aussi impliqués dans de nombreuses affaires de corruption. Enfin, il rompit avec la logique souverainiste, qui prévalait jusque-là en matière d'extradition.
Par ailleurs, Kirchner nomma en juin 2004 Esteban Righi, l'ex-ministre de l'Intérieur d'Héctor Cámpora (mai-juillet 1973), procureur de la Nation, donnant ainsi un signal fort de son engagement dans la politique des droits de l'homme.
Une soixantaine de personnes ont ainsi été condamnées, entre 2005 et décembre 2009, pour violation des droits de l'homme (contre 277 au Chili), le premier étant Miguel Etchecolatz, main droite du général Ramón Camps, chargé de la Police de la province de Buenos Aires, qui avait déjà été inculpé et amnistié dans les années 1980, l'amnistie n'ayant toutefois pas couvert le « vol de bébés ». Sa condamnation à la prison perpétuelle, en 2006, s'accompagna de la « disparition » choquante du témoin principal, Jorge Julio López, qui n'a à ce jour pas été retrouvé.

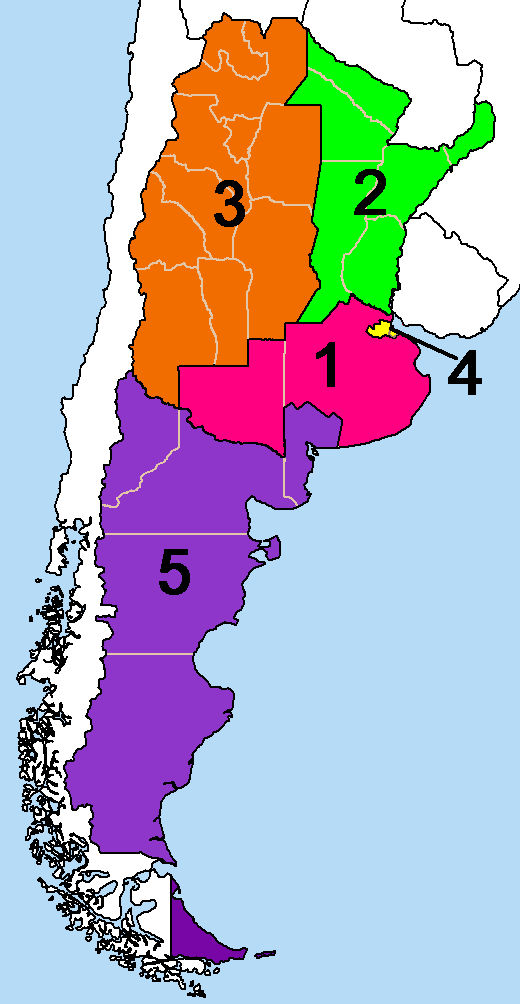
Carte des zones militaires de l'Argentine sous la dictature. Les généraux suivants ont été, à un moment ou un autre, chef d'une de ces zones: Guillermo Suárez Mason (zone 1); Ramón Genaro Díaz Bessone, Leopoldo Fortunato Galtieri, Luciano Adolfo Jáuregui (zone 2) ; Luciano Benjamín Menéndez, Antonio Domingo Bussi, José Antonio Vaquero (zone 3); José Montes, Cristino Nicolaides, Santiago Omar Riveros, Fernando Humberto Santiago (zone 4) ; Abel Teodoro Catuzzi, José Antonio Vaquero (zone 5).

L'ex-ministre de l'Économie, José Alfredo Martínez de Hoz, inculpé de la disparition forcée d'un fonctionnaire et d'avoir pris part à l'organisation du coup d'État, demeure à ce jour amnistié par le décret de Menem, lequel est contesté devant la justice argentine.
Avant l'arrêt de la Cour suprême, Adolfo Scilingo avait été jugé et condamné pour crimes contre l'humanité en Espagne — le juge Baltasar Garzon, le même qui avait inculpé Pinochet à Londres en 1998, ayant été chargé de l'affaire.
Plusieurs hauts militaires ont depuis été condamnés pour crimes contre l'humanité, dont le général Antonio Domingo Bussi en août 2008 (qui purge sa peine à domicile), le général Santiago Omar Riveros, chargé du centre clandestin de détention de Campo de Mayo, condamné à la prison perpétuelle pour crimes contre l'humanité en août 2009, ou le général Luciano Benjamín Menéndez, commandant du 3e Corps de l'Armée de 1975 à 1979, basé à Córdoba, et condamné en 2008 à la prison perpétuelle pour la disparition forcée de trois militants du Parti révolutionnaire des travailleurs (PRT) à La Perla, et re-condamné (pour la troisième fois), en décembre 2009.
En décembre 2008, la présidente Cristina Kirchner se déclara scandalisée par la décision de la Chambre nationale de cassation pénale, qui avait ordonné la libération de 21 militaires accusés de crimes contre l'humanité, dont le général Díaz Bessone, Jorge Acosta et le capitaine Alfredo Astiz, au motif que la détention provisoire avait excédé une durée de trois ans. Ce faisant, elle rejoignait le sentiment des organisations de défense des droits de l'homme. Finalement, le secrétaire aux droits de l'homme Eduardo Luis Duhalde sollicita le Conseil de la magistrature pour qu'il initie une procédure de destitution des magistrats ayant voté cet arrêt (en particulier de Guillermo Yacobucci et de Luis García), tandis que le procureur Raúl Pleé faisait un appel suspensif de la décision. La décision judiciaire ne couvre de toute façon pas l'ensemble des affaires concernant les militaires, qui demeurent donc en détention.

### Déclassification des archives (janvier 2010)
Début janvier 2010, Cristina Kirchner signa le décret no 4-2010 avec les ministres Julio Alak (Justice) et Nilda Garré (Défense) qui déclassifiait l'ensemble des archives entre 1976 et 1983 (à l'exception de ceux concernant la guerre des Malouines et tout conflit interétatique), permettant leur utilisation par les magistrats ; le décret pourrait couvrir des violations des droits de l'homme commises par la suite, et, peut-être, avant.

### L’échec de la procédure contre Isabel Perón

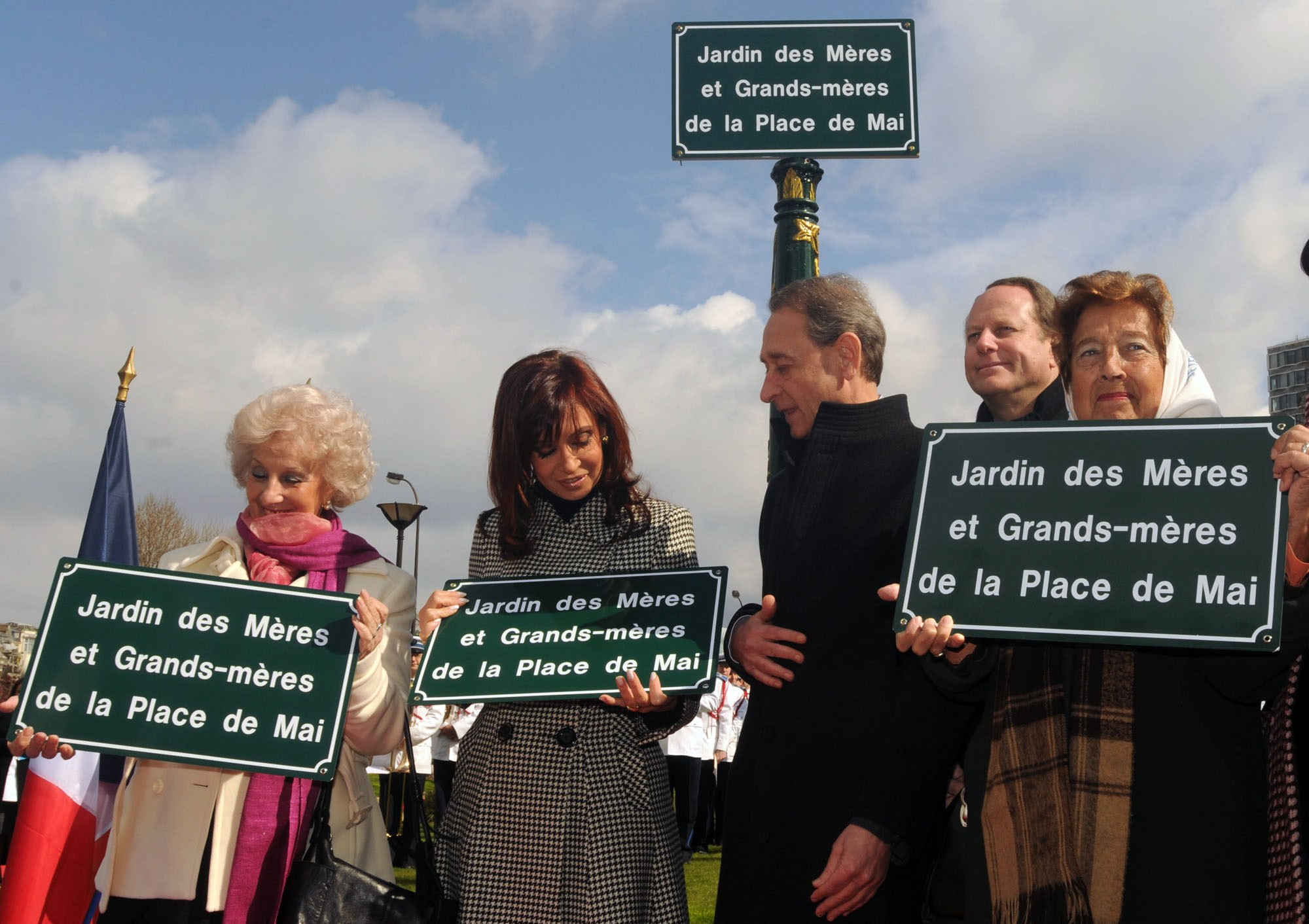
Inauguration du Jardin des Mères et Grands-mères de la place de Mai à Paris (XVe arrondissement, angle rue Balard et quai André Citroën), le 7 avril 2008. De gauche à droite : la présidente des Grands-mères de la place de Mai, Estela Barnes de Carlotto, la présidente Cristina Kirchner, le maire de Paris, Bertrand Delanoë, et le maire du XVe Philippe Goujon.

Exilée en Espagne, Isabel Perón, présidente de l’Argentine de 1974 à 1976, fut arrêtée sur demande d’un juge argentin en janvier 2007, inculpée de la disparition forcée d’Hector Fagetti, et son extradition a été demandée par Buenos Aires. Toutefois, l’Audiencia Nacional espagnole rejeta en avril 2008 cette demande, affirmant que les crimes dont était inculpée Isabel Perón ne constitueraient pas un « crime contre l’humanité » et seraient donc prescrit. Pourtant, selon le statut de Rome de la Cour pénale internationale et la Convention internationale pour la protection de toutes les personnes contre les disparitions forcées de 2006, le crime de disparition forcée constitue bel et bien un crime contre l’humanité.

### Le procès de Luis Maria Mendia et les «vols de la mort»
En janvier 2007, lors de son procès, en Argentine, pour crimes contre l’humanité, l’amiral Luis Maria Mendia, idéologue des « vols de la mort », demanda la présence de Valéry Giscard d’Estaing, de l’ancien Premier ministre Pierre Messmer, de l’ex-ambassadrice à Buenos Aires Françoise de la Gosse et de tous les officiels en place à l’ambassade de France à Buenos Aires entre 1976 et 1983, pour qu'ils comparaissent devant la cour en tant que témoins.
Tout comme Alfredo Astiz, l’« ange de la mort », avant lui, Luis Maria Mendia fit en effet au documentaire de la journaliste Marie-Monique Robin, Les escadrons de la mort – l’école française, qui montrait comment la France — et notamment des anciens de la guerre d’Algérie —, par un accord secret militaire en vigueur de 1959 à 1981, avait entraîné les militaires argentins. Ils demandèrent par ailleurs la présence d'Isabel Peron (arrêtée en Espagne début 2007), Italo Luder, Carlos Ruckauf et Antonio Cafiero.
Luis Maria Mendia accusa un ancien agent français, membre de l'OAS, d'avoir participé à l'enlèvement des nonnes Léonie Duquet et Alice Domon. Celui-ci, réfugié en Thaïlande, nia les faits, tout en admettant avoir fui en Argentine après les accords d'Évian de mars 1962,,.
Par ailleurs, début janvier 2010, l'ex-pilote militaire Julio Alberto Poch, détenu en Espagne, accepta d'être extradé pour répondre des accusations l'impliquant dans les « vols de la mort », dans lesquels il nie avoir eu la moindre participation.

### LeIerCorps de l'armée et la province de Buenos Aires

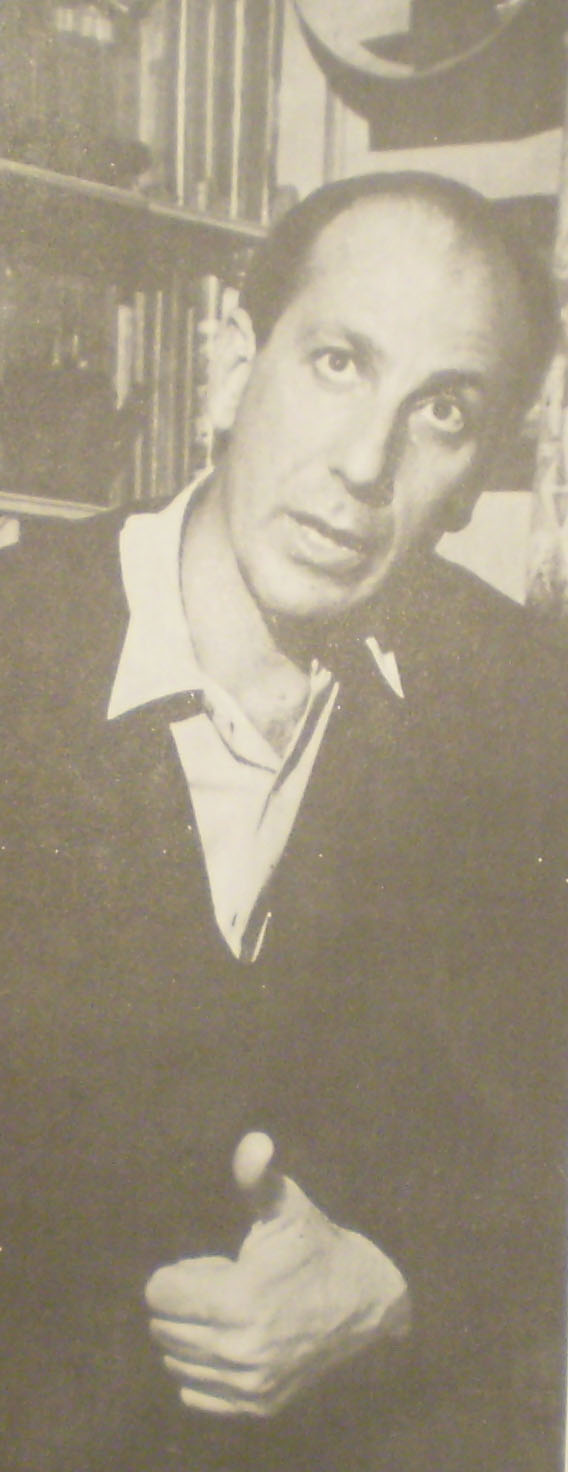
L'écrivain Haroldo Conti, l'une des victimes du Vesubio.

Le Ier Corps de l'armée, dirigé par le général Guillermo Suárez Mason (en), avait juridiction sur toute la province de Buenos Aires, qui, du fait de sa population importante, fut l'une des plus massivement touchées par la répression illégale. Les centres clandestins de détention les plus importants — l'ESMA, le Vesubio, le garage Orletti, fonctionnant comme base de l'opération Condor, etc. — y étaient situés. Outre la ville de Buenos Aires et ses alentours (La Plata, etc.), elle englobe notamment Mar del Plata, où la répression précéda le coup d'État du 21 mars 1976.

#### Le procès du Vesubio
Défendue par maître William Bourdon, Elena Alfaro, survivante du centre clandestin de détention du Vesubio déposa plainte, en 1998, en France, contre les militaires argentins, aux côtés de la famille de Françoise Dauthier. 
Après l'annulation des lois d'amnistie, la justice argentine ordonna en 2006 l'inculpation et l'arrestation de huit militaires qui avaient eu des activités au Vesubio : le général (R) Hector Gamen, alias "Beta", le colonel Pedro Durán Sáenz, ou “Delta”, chef direct du centre, le garde José Néstor Maidana, le colonel Hugo Pascarelli, Ramón Erlán, Roberto Carlos Zeolitti, Diego Chemes, Alberto Neuendorf, membre de la Triple A qui travaillait au camp depuis 1975.
Le procès du Vesubio s'ouvrit fin février 2010, cinq gardes et trois colonels, Humberto Gamen, Pedro Alberto Durán Saenz, et Hugo Ildebrando Pascarelli étant accusés de 156 délits pénaux, dont 75 disparitions forcées et 17 personnes sommairement fusillées. Parmi les victimes, l'écrivain Haroldo Conti, le cinéaste Raimundo Gleizer (es) et le scénariste de BD Héctor Oesterheld.
L'Allemagne était partie civile à ce procès en raison de la présence de ressortissants allemands parmi les victimes. En France, le Quai d'Orsay fit savoir que
« la France se [félicitait] de la décision prise par la justice argentine le 18 juillet [2010], visant à inculper trois ex-militaires et un ancien geôlier argentins, directement impliqués dans la détention de quelque 150 personnes dans le centre de triste mémoire « El Vesubio ». »
Le procès était à la charge des juges Leopoldo Oscar Bruglia, Jorge Luciano Gorini et Pablo Daniel Bertuzzi, qui remplaça María Cristina San Martino après son départ en retraite.

#### Le procès de l'ESMA

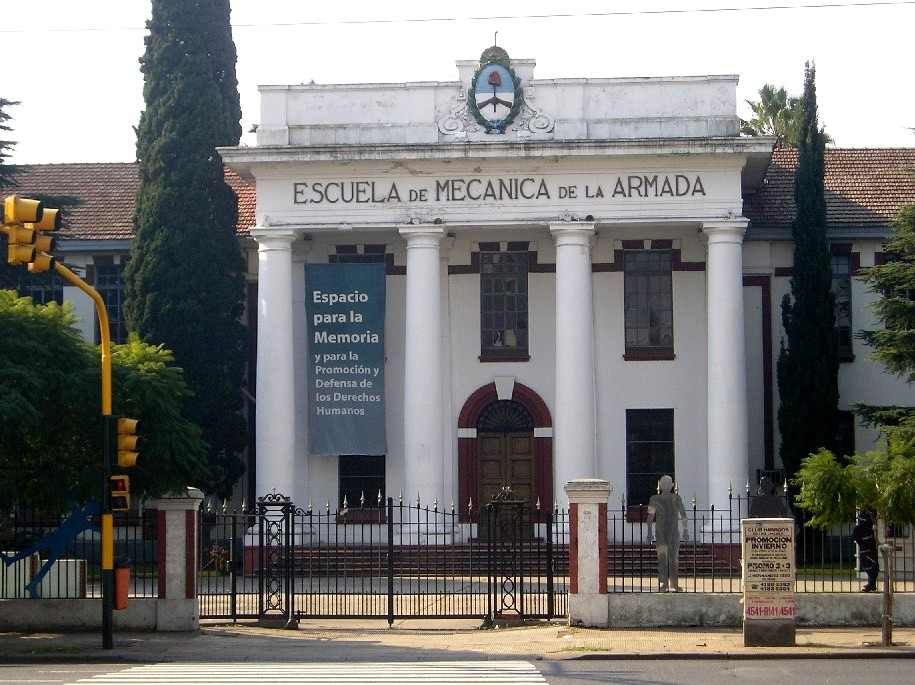
L'Escuela superior de mecánica de la armada (ESMA), symbole du terrorisme d'État argentin.

Le méga-procès de l'ESMA (Escuela superior de mecánica de la armada, camp de concentration majeur de la Marine), entamé fin 2009, impliqua 19 personnes, dont le capitaine Alfredo Astiz, le général Antonio Domingo Bussi, et Jorge Eduardo Acosta (alias Tigre), accusées de la disparition forcée et de la torture de 85 victimes. Ce procès incluait celui relatif à l'assassinat des nonnes françaises Léonie Duquet et Alice Domon et du journaliste Rodolfo Walsh,.
Il eut lieu au Tribunal Oral Federal no 5, composé des magistrats Daniel Obligado, Oscar Hergott et Ricardo Farías.
Astiz renonça à se défendre, tandis qu'Acosta prétendit que la guerre ne serait pas finie et qu'elle se continuerait sous une forme « gramscienne » (sic)...
En mars 2010, le sous-officier de la Marine Carlos Galián, inculpé pour crimes contre l'humanité dans 600 affaires, fut arrêté sur l'ordre du juge fédéral Sergio Torres ; il devait être jugé dans le cadre du procès de l'ESMA.
Les autres inculpés dans le procès de l'ESMA étaient Juan Azic, Carlos Capdevilla, Ricardo Miguel Cavallo, Julio César Coronel, Adolfo Donda, Juan Carlos Fotea, Manuel García Tallada, Pablo García Velazco, Alberto González, Antonio Pernías, Jorge Radice, Juan Carlos Rolón, Raúl Scheller et Ernesto Weber, ainsi que le vice-amiral Oscar Montes,. Enfin, Julio Alberto Poch (es), devenu pilote de ligne commerciale, fut ajouté à ce procès à la suite de témoignages de collègues selon lesquels il se vantait d'avoir participé aux « vols de la mort ». L'Espagne autorisa son extradition en janvier 2010.

#### L'Église et la condamnation du père von Wernich (2007)
Jusqu'à présent, l'Église catholique a refusé de reconnaître son rôle dans la légitimation de la dictature, fortement influencée par l'idéologie national-catholique, et des crimes commis par celle-ci.
À l'issue de la condamnation, en octobre 2007, du prêtre Christian von Wernich, accusé d'avoir activement participé aux interrogatoires au cours desquels la torture était employée, le cardinal Jorge Bergoglio, qui était membre de l'organisation péroniste OUTG dans les années 1960-70, déclara ainsi : « si un membre quelconque de l'Église avait cautionné, par recommandation ou par complicité, la répression violente, il aurait agi sous sa responsabilité, pêchant ainsi gravement contre Dieu, l'humanité et sa conscience ». Le père Ruben Capitanio, lui-même victime de la dictature, fut l'un des rares à avouer la responsabilité de la hiérarchie ecclésiastique.
Selon le journaliste Hernán Brieza, une trentaine d'autres prêtres, certains étant déjà morts, auraient pu être inculpés d'actes de torture.

#### Procès de Junín et "méga-procès" duIerCorps de l'armée
L'enquête judiciaire concernant la répression à Junín (province de Buenos Aires, sous la juridiction du Ier corps de l'armée : sous-zone 1,3 de la zone 1) mit au jour quatre centres clandestins de détention. Cinq officiers, dont l'ex-colonel Edgardo Mastandrea, devenu « expert en sécurité publique », deux commissaires et un médecin de la police furent arrêtés en avril 2010 pour l'enlèvement et la séquestration de douzaines de personnes, dont trois demeurent à ce jour « disparues ». Il s'agit entre autres de syndicalistes et d'hommes politiques locaux, ainsi que des membres de la Coordinadora de Arte (COART, Coordination des Arts).
Pour les mêmes faits, le juge fédéral Daniel Rafecas avait inculpé, le 30 décembre 2009, Miguel Angel Almirón, sous-inspecteur de la Bonaerense, et Francisco Silvio Manzanares, sous-officier inspecteur du commissariat de Junín.

#### Le procès de Campo de Mayo

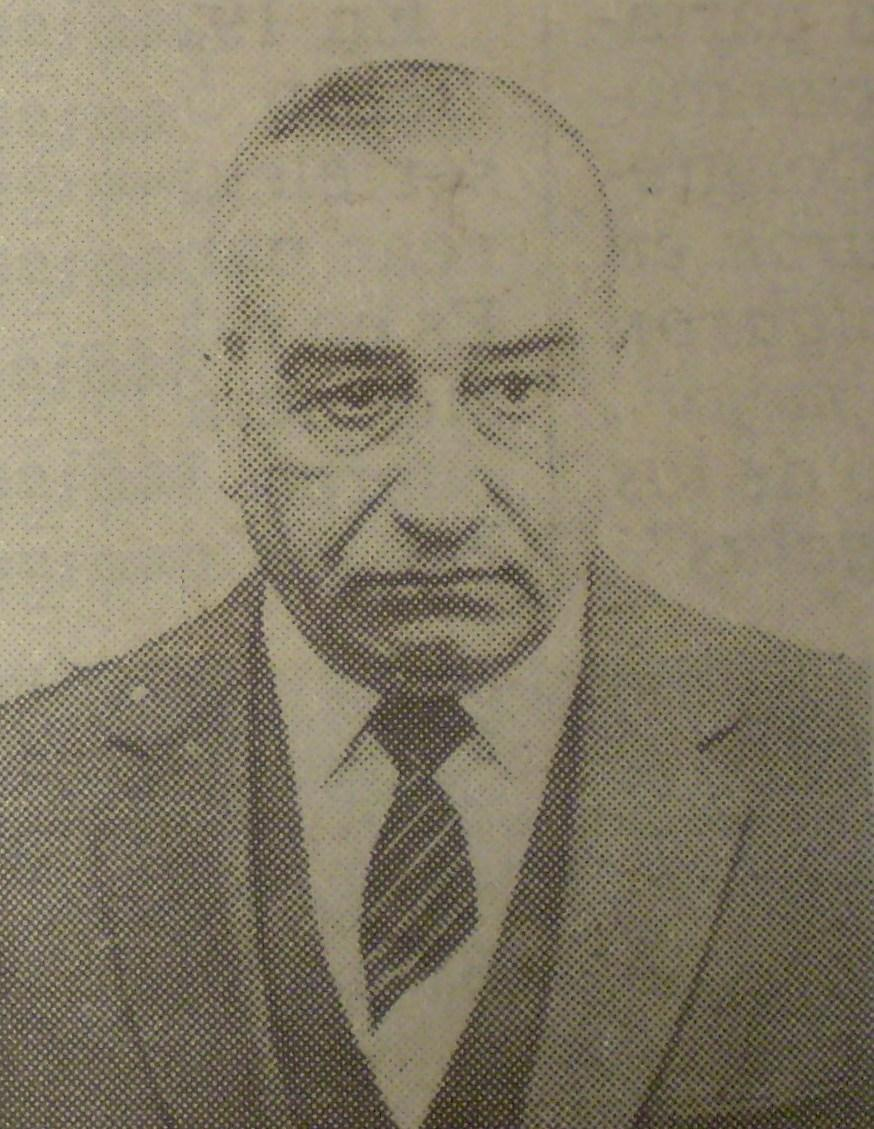
Le général Cristino Nicolaides en 1983. Il fut chef du Bataillon d'intelligence 601, un escadron de la mort notamment impliqué dans l'Opération Condor, et responsable de l'Institut de Campo de Mayo, avant d'être nommé commandant en chef de l'armée après la guerre des Malouines, devenant à ce titre membre de la junte.

Ce procès, concernant le centre clandestin de détention Campo de Mayo, vit comparaître, en octobre-novembre 2009, le général Santiago Omar Riveros, déjà condamné en août 2009 pour crimes contre l'humanité, aux côtés du général Reynaldo Bignone, chef de la junte. Ils étaient inculpés de la disparition forcée de 56 personnes,.
En avril 2010, les généraux Riveros, Bignone, José Montes et Cristino Nicolaides furent condamnés à 25 ans de prison dans un centre pénitentiaire de droit commun pour cette affaire. L'ex-chef du Bataillon d'intelligence 601 Carlos Alberto Roque Tepedino fut lui condamné à 20 ans de réclusion criminelle.
Campo de Mayo fut aussi le dernier lieu où l'on vit, vivants, deux Montoneros présumés, Horacio Campiglia et Susana Binstock, capturés par le Bataillon d'intelligence 601, en coopération avec les services de renseignement de la dictature brésilienne, selon un mémorandum du RSO James Blystone à l'ambassadeur Castro (en) du 7 avril 1980.
Le 10 juillet 2002, le magistrat Claudio Bonadio délivra des mandats d'arrêts contre Leopoldo Galtieri et une trentaine d'autres militaires pour leur implication présumée dans la disparition forcée d'une douzaine de Montoneros, dont Campiglia et Binstock.

#### Le procès du garage El Olimpo, du Club Atlético et du Banco
Le « procès ABO » (initiales des trois centres clandestins de détention) commença en novembre 2009.
Quinze personnes, dont l'ex-agent des renseignements Raúl Guglielminetti, l'ex-commissaire Samuel Miara, Oscar Rolón et l'ex-sous officier de la police fédérale Julio Simón (es), étaient inculpés, au total, de 158 accusations de crimes contre l'humanité. Le procès concernait 181 victimes ainsi que l'assassinat de Carlos Fassano et de Lucía Révora de De Pedro.
En août 2010, le procureur exigra la prison à perpétuité pour quatre d'entre eux (Carlos Alberto Roque Tepedino, ex-chef du Bataillon d'intelligence 601 ; Mario Alberto Gómez Arenas, ex-vice chef de la Central de Reunión del Batallón ; Enrique José Del Pino, capitaine de l'armée, et l'ex-officier du Service pénitentiaire fédéral Juan Carlos Avena), accusés d'un double homicide (effectué le 11 octobre 1978 à l'encontre de Carlos Guillermo Fassano et de Lucila Révora) et du kidnapping du bébé des victimes. Quelque 150 000 dollars furent volés lors de ce « massacre de Belén ».
En septembre, la perpétuité fut requise à l'encontre de Raúl Guglielminetti, d'Oscar Rolón et de Julio Simón (dit el Turco Julián, il se promenait avec une swastika et avait déjà été condamné à 25 ans de prison pour crimes contre l'humanité en 2006 et pour l'assassinat de José Poblete et de Gertrudis Hlaczik), la défense insistant sur les agressions sexuelles commises lors des séances de torture.

#### Le procès de Bahía Blanca (l'Escuelita)
Un autre procès (no 05/07 violations droits de l'homme) concerne le CCD de l'Escuelita de Bahía Blanca (province de Buenos Aires). Une dizaine de gardes de ce centre clandestin de détention furent arrêtés en février 2010,.
Les commandants du centre, les généraux Abel Teodoro Catuzzi (es), second commandant du Ve corps de l'armée en 1979, et Osvaldo René Azpitarte, commandant du Ve corps étaient décédés, ainsi que le colonel Losardo, avant 2006.

#### Prison de La Plata
Le procès des gardiens de la prison de La Plata a commencé en avril 2010, avec notamment l'inculpation de son directeur, Abel Dupuy. Le procès se tient devant le tribunal oral fédéral no 1 de La Plata, présidé par Carlos Rozanski. Les inculpés sont accusés de deux homicides aggravés (effets de tortures) et de plus de 60 cas de torture. Ils sont également accusés d'avoir torturé et arbitrairement privé de leur liberté plus de 80 prisonniers politiques, dont le maire de Quilmes, Francisco "Barba" Gutiérrez (es), Carlos Slepoy, Juan Miguel Scatolini, Eduardo Jozami, Eduardo Anguita (es) et le prix Nobel de la paix Adolfo Pérez Esquivel.

### Le procès de Tucumán
Le procès de Tucumán, qui concerne les responsables du centre clandestin de détention situé dans l'ex-préfecture de police de la province, implique plusieurs inculpés de crimes contre l'humanité, dont le général Antonio Domingo Bussi, le général Luciano Benjamín Menéndez, Roberto Heriberto Albornoz, Luis de Cándido, Carlos de Cándido et Alberto Cattáneo. Albino Mario Alberto Zimmermann, également inculpé, est décédé d'un cancer lors du procès.

### Le vol de bébés
En avril 2008, le premier procès intenté par l'enfant clandestinement adopté d'un couple lié au pouvoir a eu lieu, les faux parents de María Eugenia Sampallo Barragán ayant écopé de 7 et 8 ans de prison et le militaire leur ayant donné le bébé de 10 ans,.
Le 5 juillet 2012, neuf dirigeants et exécutants de haut-rang dont deux anciens dictateurs sont condamnés dans l'affaire du vol de bébés d'opposantes détenues.

### Province de Córdoba
Le procès de Videla, du général Luciano Benjamín Menéndez et de 26 autres inculpés dans l'affaire UP1 ou « Alsina, Gustavo Adolfo et autres » a commencé fin juin 2010. Il concerne l'assassinat de 29 prisonniers politiques de la prison de San Martín (province de Córdoba), détenus avant le coup d'État de mars 1976, et fusillés entre avril et octobre 1976. Ce procès met en lumière la coopération de l'institution judiciaire avec les militaires.

### Province de Mendoza
Plus de 200 desaparecidos ont été recensés à Mendoza, la justice ayant été accusée d'avoir délibérément travailler avec les organismes de répression étatique afin d'enterrer les plaintes et les demandes d'habeas corpus, ceci y compris avant le coup d'État. Aucun militaire inculpé, jusqu'à présent, n'a effectué de détention préventive à Mendoza.

#### Les enseignements de l'armée américaine
Lors d'un procès à San Rafael (Mendoza), un sous-officier retraité de l'armée, Roberto Francisco Reyes, déclara que l'armée américaine, en particulier des unités des Rangers, avaient entraîné 200 soldats argentins à Salta en 1967 (soit un an après le coup d'État ayant établi la dictature de la Révolution argentine), leur enseignant l'usage de la torture (dont celle de la gégène et de plusieurs techniques d'asphyxie).
Les accusés de ce procès incluent Raúl Alberto Ruiz Soppe (ex-chef de la Unidad Regional II de la police de Mendoza), Aníbal Alberto Guevara (colonel de l'armée), José Martín Mussere (agent de liaison entre la police et l'armée), Juan Roberto Labarta (membre du service D2 à San Rafael) et Ruiz Pozo, en phase terminale d'une maladie.

#### Le procès des juges Miret, Romano et al.
Les organismes de défense des droits de l'homme ont déposé plainte le 22 mars 2010 devant le Conseil de la magistrature contre plusieurs magistrats, accusés d'avoir collaboré sciemment avec la dictature, et même avant avec les forces policières lors d'arrestations arbitraires. Ce processus a été appuyé par le gouverneur de Mendoza, Celso Jaque (en) (PJ).
Cette plainte a suscité l'ouverture d'un procès devant le juge Walter Bento: deux magistrats de la Chambre fédérale (tribunal) de Mendoza ont ainsi été inculpés. On accuse en effet Luis Francisco Miret (qui se vantait, lors d'un juicio por la verdad du général Juan Pablo Saá, chargé de la répression à Mendoza, d'être son ami personnel) et Otilio Romano d'avoir délibérément classé des plaintes, en toute connaissance de cause, concernant des arrestations arbitraires, des cas de torture et des enlèvements d'enfants.
Romano est par exemple accusé d'avoir classé une plainte concernant la séquestration d'un couple, accompagné du vol de ses affaires (électroménager, etc.), en déclarant que le tribunal n'était pas un « bureau des affaires perdues ».
Ces faits concernent, entre autres, des actes commis avant le coup d'État, notamment la séquestration d'Hugo René Tomini le 28 août 1975, accompagnée, au même moment, de celle de Luz Faingold (16 ans), violée lors de sa captivité. Les deux furent ensuite déférés devant le juge Miret, qui leur avait rendu visite alors qu'ils étaient en captivité. On l'accuse d'avoir avalisé la détention de la mineure, dans un centre clandestin de détention (D2), et d'avoir enterré toute plainte concernant les agressions sexuelles à son égard ; le juge Romano est soupçonné d'avoir été lui aussi au courant de cette détention illégale. Le premier témoignage de Tomini a été filmé en 2000 par le journaliste Rodrigo Sepúlveda.
En tout, Miret est inculpé de 31 cas de disparitions forcées, vols et homicides. Miret est aussi accusé d'avoir délibérément classé, en 1987, la plainte concernant l'appropriation illégale de Rebeca Celina Manrique Terrera, fille d'un couple disparu en 1977 ; celle-ci a depuis récupéré son identité véritable.
L'ex-juge Gabriel Fernando Guzzo, accusé d'avoir classé 108 demandes d'habeas corpus, a également été inculpé dans cette affaire. Un autre juge, Carlos Martín Pereyra González, secrétaire du juge fédéral Eduardo Allende sous la dictature, a démissionné en avril 2009 de la Chambre fédérale de Mendoza, après avoir été accusé par la Chambre de San Luis (Tribunal oral federal) d'avoir été témoin de séances de torture. Le juge Carlos Otero Alvarez a également démissionné pour les mêmes raisons.
Les avocats de la partie civile, membres du Mouvement œcuménique pour les droits de l'homme Mendoza (MEDH), ont dénoncé des menaces, des pressions et un harcèlement judiciaire menés contre eux par un avocat de militaires et de civils soupçonnés de crimes contre l'humanité : ce dernier les a accusés d'entraver le cours de la justice par leur requête visant à demander que les juges Miret et Roqueto soient démis de leurs fonctions.
Depuis la condamnation en décembre 2009 de l'ex-juge Víctor Brusa pour crimes contre l'humanité (cf. infra), plusieurs autres magistrats ont été inculpés en Argentine pour complicité avec le terrorisme d'État. L'ex-juge fédéral de La Rioja, Roberto Catalán, a été inculpé dans le cadre du procès de l'ex-général Menéndez,. Dans le Chaco, deux magistrats, Roberto Mazzoni (secrétaire du juge fédéral de Resistencia entre mai 1974 et août 1976), et l'ex-procureur Carlos Flores Leyes (décédé le 24 avril 2010 peu avant l'ouverture du procès concernant l'affaire Caballero), ont été inculpés par le procureur Esteban Righi.

### Province de Santa Fe

#### Le premier juge condamné (décembre 2009) et l'assassinat de Silvia Suppo (mars 2010)
Le 22 décembre 2009, Víctor Brusa fut le premier juge à être condamné pour crimes contre l'humanité, écopant de 21 ans de prison. Le tribunal de Santa Fe l'avait inculpé dans huit affaires distinctes, qui avaient eu lieu lors de la dictature militaire, lorsque Brusa était la main droite du magistrat Fernando Mántaras, un nazi notoire. Cinq ex-policiers furent également condamnés lors du même procès, écopant de peines entre 19 et 23 ans de prison.
Sous Menem, Brusa avait succédé en tant que juge fédéral à Mántaras. Dénoncé à la CONADEP en 1984, il avait ensuite fait l'objet d'une plainte déposée devant le juge Baltasar Garzon, qui avait requis en 1998 son extradition après avoir déposé un mandat d'arrêt international.
Après avoir témoigné contre le juge Brusa en octobre 2009, l'une de ses victimes, Silvia Suppo, a été assassinée le 29 mars 2010 à Rafaela (Santa Fe),,. Suppo témoignait aussi dans l'instruction en cours concernant la disparition forcée de son compagnon, Reinaldo Hammeter, en 1977, dont deux des quatre inculpés résidaient à Rafaela,.

#### Perpétuité pour cinq officiers (avril 2010)
Cinq officiers (le lieutenant-colonel Pascual Guerrieri, l'ex-major Jorge Fariña, l'ex-lieutenant Daniel Amelong et les agents civils des services de renseignement Walter Pagano et Eduardo Costanzo) ont été condamnés à prison à perpétuité en avril 2010 par le Tribunal oral fédéral de Rosario, pour la « persécution, disparition et torture » d'entre 16 et 24 personnes. Amelong fut expulsé de la salle après avoir affiché une pancarte « Prisonnier politique ».

### L'opération Condor

#### Le procès de l'Uruguayen Manuel Cordero
Le Tribunal fédéral suprême du Brésil a accordé, le 6 août 2009, l'extradition du colonel uruguayen Manuel Cordero vers l'Argentine, où celui-ci a été inculpé dans le cadre d'une enquête conduite par le magistrat Norberto Oyarbide relative à l'opération Condor. Cordero est notamment inculpé de la disparition forcée de Washington Cram, Alberto Mechoso, León Duarte, Ruben Prieto, Ary Cabrera, Adalberto Soba, Hugo Méndez, Francisco Candia, María Islas Gatti de Zaffaroni et Jorge Zaffaroni (un couple séquestré en Argentine le 29 septembre 1976 par le Bataillon 601, soupçonné d'être des Tupamaros, et délivré à l'OCOA uruguayenne) et María Claudia García de Gelman, la belle-fille du poète Juan Gelman.
Cette décision judiciaire brésilienne constituerait un précédent important, en déclarant le crime de disparition forcée imprescriptible, ce qui permettrait une nouvelle mise en examen des colonels brésiliens Carlos Alberto Brilhante Ustra, condamné en 2008 pour torture, et d'Audir Santos Maciel, tous deux membres de la police politique DOI-CODI (pt).

#### L'assassinat des Argentins à Lima (1980)
Les colonels Luis Arias et Waldo Carmen Roldán, du Bataillon d'Intelligence 601, furent condamnés en décembre 2007 respectivement à 25 et 23 ans de prison pour la séquestration et l'assassinat d'Argentins à Lima (Pérou) en 1980, assassinats commis dans le cadre de l'Opération Condor. Le colonel Julio César Bellene, inculpé dans la même affaire, décéda le 23 novembre 2007. Parmi les victimes, Noemí Gianetti de Molfino, des Grands-mères de la Place de mai.

### L'assassinat du capitaine Paiva
Fin mars 2010, la justice argentine a ouvert de nouveau le dossier sur l'assassinat du capitaine Miguel Angel Paiva, assassiné le 2 octobre 1974, lequel avait été provisoirement fermé en février 1975 faute de suspects identifiés. Cette décision se fonde sur les déclarations de la fille du colonel, qui a demandé en 2008 la réouverture de l'enquête, s'appuyant sur des coupures de presse de l'époque contredisant les éléments officiels de l'enquête, en citant, notamment, des déclarations du chef de la police fédérale, Alberto Villar (élément clé de l'opération Condor), accusant nominalement trois membres de l'ERP.
Le capitaine Paiva aurait été exécuté lors de représailles contre le massacre de Capilla del Rosario (es), organisées par l'ERP. 17 guérilleros furent exécutés sommairement début août 1974 lors du massacre de Capilla del Rosario (es) après s'être rendus.

### Province de Salta
Le premier procès pour crimes contre l'humanité dans la province de Salta commença en novembre 2009, aboutissant en avril 2010 à une condamnation à 20 ans de prison, dictée par le tribunal oral fédéral de Salta, contre Carlos Alberto Arias et Luis Angel Zírpolo, pour la disparition forcée de Aldo Melitón Bustos le 2 février 1978 à Tartagal.

## Le massacre de Trelew
Les crimes commis lors du massacre de Trelew, qualifiés de crimes contre l'humanité, font également l'objet d'une enquête actuelle. Ce massacre, commis en 1972 sous la dictature de la « Révolution argentine » (1966-73), est considéré comme fondateur du terrorisme d'État argentin. Cette affaire se distingue néanmoins des autres, puisqu'il concerne un événement antérieur à la dictature militaire de 1976-1983. Plusieurs guérilleros avaient alors été sommairement exécutés, de nuit, dans une prison en Patagonie, après une tentative d'évasion ratée.
La famille d'une des victimes de Trelew, María Angélica Sabelli, a déposé plainte en février 2006 devant le tribunal fédéral de Rawson, suivie par d'autres familles. Le juge Hugo Sastre est chargé du dossier, et qualifie les faits de crimes contre l'humanité, donc imprescriptibles.
Carlos Guillermo Roberto Bravo, Luis Emilio Sosa, Ruben Paccagnini, Raúl Herrera et Emilio del Real sont inculpés de:
- privation présumée de liberté et la commission de tortures (19 faits)
- homicides doublement aggravés (16 cas) et
- tentatives d’homicides (3 cas)[77].

Le juge Sastre ordonna fin 2007 la détention des cinq militaires accusés d’être les auteurs directs du massacre. Trois des accusés, Emilio del Real, Ruben Paccagnini et Luis Emilio Sosa, sont arrêtés début février 2008. La procédure contre le capitaine Herrera s'arrête après sa mort. Quant au lieutenant Carlos Bravo, nommé attaché militaire aux États-Unis peu de temps après les faits, où il a ouvert depuis une entreprise de sécurité privée, RGB Group Inc., qui a des contrats avec le Pentagone, il nie toutes les allégations et refuse, jusqu'à présent, de se rendre pour répondre de ses actes devant un tribunal.
Le procès a commencé le 14 février 2008. Au cours de celui-ci, le juge a constaté que les services de renseignement de la Marine continuaient, aujourd'hui encore, à espionner les familles des victimes et les militants des droits de l'homme ; neuf soldats de la Marine ont été inculpés d'espionnage, d'abus d'autorité et révoqués de leur poste.
Aux États-Unis, un tribunal de Floride a retardé en mars 2010 le jugement d'extradition de Carlos Roberto Bravo, qui venait de voyager au camp de Guantánamo en qualité de... chef du groupe de travail sur le traitement des « combattants ennemis » de l'American Bar Association!

## Autres personnes poursuivies
- l'ex-colonel Luis Alberto Sarmiento (né en 1925, il est atteint du Parkinson), ministre du gouvernement de Misiones de mars 1976 à mars 1977, accusé de la disparition forcée de 43 personnes, aux côtés de 8 autres militaires et policiers, dont le général Cristino Nicolaides[80]; Sarmiento est le père de la juge María José Sarmiento, qui prononça l'arrêt contre le décret de Cristina Kirchner, créant, en décembre 2009, le Fonds du bicentenaire, et qui suspendit aussi le décret démettant, début janvier 2010, le président de la Banque centrale Martín Redrado[81]. Sarmiento est également accusé d'avoir torturé l'étudiant Angel Enrique Brandazza en 1972 (décédé le 29 novembre 1972 des suites de la torture), sous la dictature de la Révolution argentine[80]; il est par la suite devenu agent de la SIDE, étant également nommé en tant que chef du « groupe antisubversif » au ministère de la Justice[81].